# Bihule
Bihulerne er luftfyldte hulrum i knoglestrukturerne omkring næsen. De opdeles i fire par: Pandehulerne, kæbehulerne, kilebenshulerne og sibenscellerne.
Bihulerne har forbindelse til næsehulen og virker som resonanskaviteter, der er med til at give stemmen sin karakteristiske klang. Ved bihulebetændelse vil stemmen derfor ofte ændres til en typisk nasal "forkølelsesstemme".

## Bihulernes udvikling
Næsehulens slimhinder vokser ind i de tilstødende knogler. Noget af knoglesubstansen nedbrydes og der dannes et nyt hulrum, bihulen. Slimhindens epithel er det samme som i en bihule, altså pseudolagdelt cylinderepithel med kinocilier. 
Bihulerne er meget små eller mangler helt ved fødslen, men udvikles i teenage-alderen. 